# Rueglio
Rueglio (piemontesisch Ruèj, im lokalen Dialekt Rüvèj) ist eine Gemeinde in der italienischen Metropolitanstadt Turin (TO), Region Piemont.

## Lage und Einwohner
Rueglio liegt 60 km nördlich von Turin im Valchiusella. Das Gemeindegebiet umfasst eine Fläche von 15 km² und hat 806 Einwohner (Stand 31. Dezember 2023). 
Die Nachbargemeinden sind  Castellamonte, Issiglio,  Castelnuovo Nigra und Vistrorio. 

### Bevölkerungsentwicklung

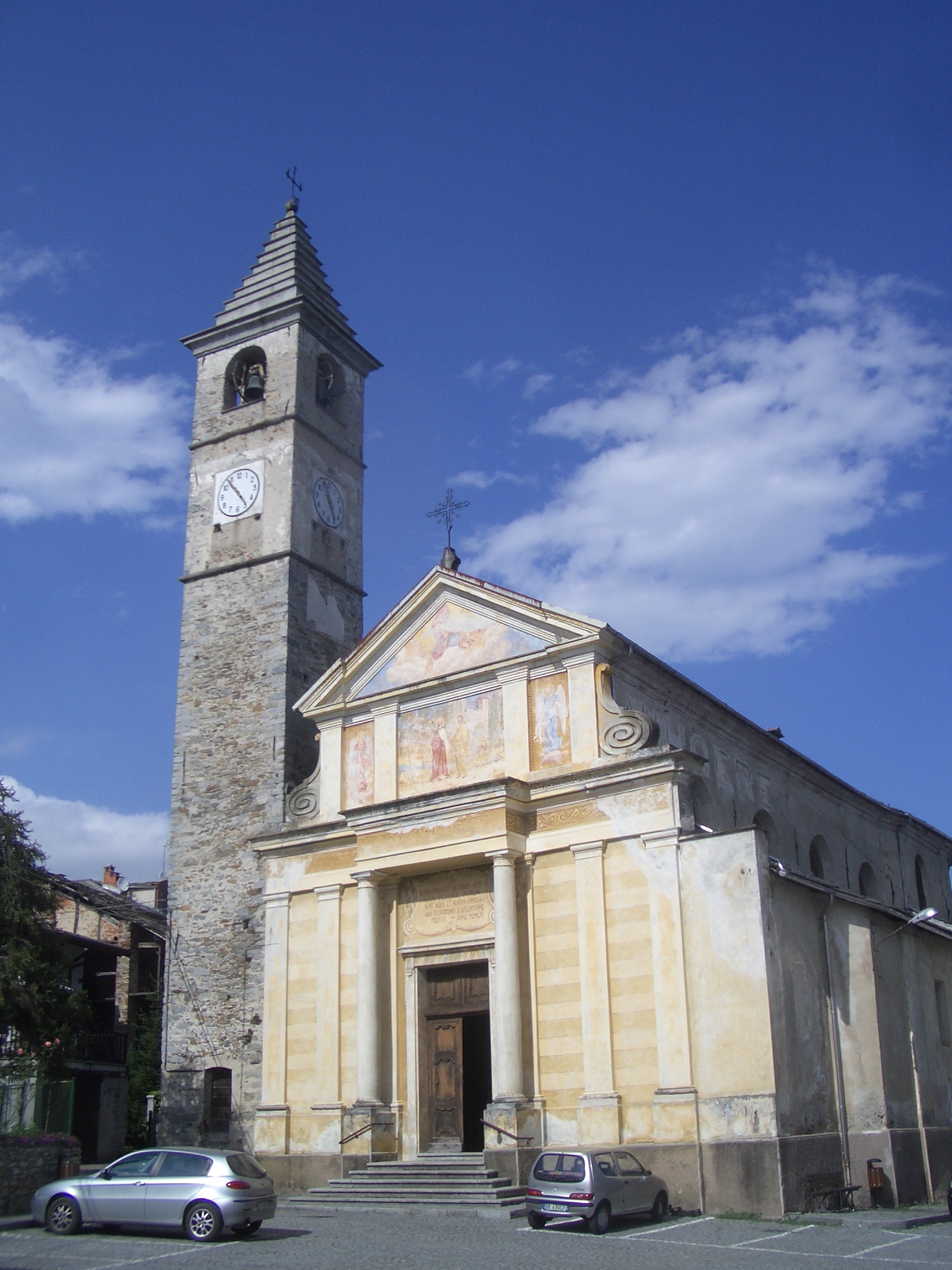
Kirche Santi Filippo und Giacomo